# Sporetus fasciatus
Sporetus fasciatus är en skalbaggsart som beskrevs av Martins och Monné 1974. Sporetus fasciatus ingår i släktet Sporetus och familjen långhorningar. Inga underarter finns listade i Catalogue of Life.